# George Groot
George Groot (Edam, 2 april 1942 – Amsterdam, 14 mei 2024) was een Nederlands cabaretier, tekstdichter en een van de oprichters van de cabaretgroep Don Quishocking.

## Biografie

### Don Quishocking
Tijdens zijn studie Nederlands richtte Groot in 1967 samen met Jacques Klöters, Pieter van Empelen en zijn vrouw Anke Groot-Petersson cabaretgroep Don Quishocking op. Niet veel later voegde Fred Florusse zich bij de groep en in '68 wonnen ze het cabaretfestival Cameretten. Freek de Jonge eindigde met Neerlands Hoop als vijfde. Samen met Klöters is Groot verantwoordelijk voor het grootste deel van de teksten.
In de jaren zeventig raken George en Anke in de ban van de Bhagwanbeweging. Groot draagt alleen nog oranje kleren en heet vanaf dan Swami Anand George. Dit leidt in 1981 uiteindelijk tot het uiteenvallen van Don Quishocking. In zowel 1985 als in 2001 en 2007 beleeft de groep een comeback. Zonder Anke Groot, maar met respectievelijk Joke Bruijs, Maaike Martens en Jetta Starreveld als vrouwelijke versterking.

### Naast Don Quishocking
Naast Don Quishocking was Groot meer dan dertig jaar lang docent Tekstschrijven aan de Hogeschool voor de Kunsten in Utrecht en docent Taalexpressie en Taal & Spel aan de Theaterschool in Amsterdam. Ook heeft Groot tot 2013 lesgegeven als docent Liedtekstschrijven op de Koningstheateracademie voor Cabaret.
Hij speelde een soloprogramma en maakte diverse theaterprogramma's met onder anderen Jenny Arean, Adelheid Roosen en Haye van der Heyden. Tevens schreef hij teksten voor het theaterprogramma TipTop (over het vooroorlogs Joods amusement) en voor Paul de Leeuw, Lucretia van der Vloot, Doris Baaten, Job Schuring en vooral Jenny Arean. Groot schreef ook een nummer dat in de hitlijsten terechtkwam: Jij en ik, de begintune van het tv-programma Memories.
In 1990 ontving Groot samen met Adelheid Roosen en Marcelle Meuleman de Prosceniumprijs.
Groot woonde in Amsterdam. Zijn vrouw Anke overleed op 26 september 2010. Groot overleed op 14 mei 2024 op 82-jarige leeftijd aan de gevolgen van kanker.

## Programma's (selectie)
Met Don Quishocking
- Eerste programma (1967)
- Bijna Uitverkocht (1968)
- Kinderen en militairen half geld (1969)
- Waar het valt daar legt het (1971)
- Zand in je badpak (1973)
- Afscheidstoernee 1 (1976)
- Trappen op (1978)
- Wij zijn volstrekt in de war (1981)
- Kaltes Grauen [Erika Mann en Die Pfeffermühle] (1985)
- Instituut Zwagerman (1987)
- I Fossili (2001)
- Dingen die je niet meer ziet (in het kader van het Amsterdams Kleinkunst Festival, 2007)

Verder:
- Neem je een apie voor me mee (met Jenny Arean, 1988)
- In de schaduw van de zon (met Adelheid Roosen, 1994)

- Gemeinsame Normdatei: 1166699498
- International Standard Name Identifier: 0000 0003 6918 7806
- MusicBrainz: cf7eb754-1057-438c-9efa-de55308dcd6d
- Virtual International Authority File: 4360153716411858820002